# 一篮子货币
一籃子貨幣（currency basket，又稱貨幣組合、一籃通貨）是一國採用具有不同權重的各國貨幣的組合來決定本國貨幣的匯率，這樣比起只和單一外幣掛勾更能降低匯率波動的風險。 例如歐洲共同體成員國使用的貨幣歐元。 另一個例子是國際貨幣基金組織的特別提款權。
有一個眾所周知的衡量標準是美元指數，該指數由六種貨幣組成：五種主要貨幣 – 歐元、日元、英鎊、加拿大元和瑞士法郎，以及瑞典克朗。

## 歷史和當前使用方式
在1973年世界主要貨幣開始浮動后，小國作為回應決定固定匯率制度將其貨幣轉換為主要貨幣之一（例如美元，英鎊）。這導致對其他主要貨幣的波動更大，很快，一些選擇使用對特定國家很重要的貨幣來管理貨幣流動的國家，即開始使用一籃子貨幣。
在隨後的幾年裡，國際貿易的進一步多樣化導致一籃子貨幣的使用更多，到1985年，根據貨幣基金組織的數據，有63個國家嘗試了貨幣組合政策，其中43個國家正在使用它。
在接下來的幾十年裡，將其匯率錨定在貨幣綜合指數上的國家數量有所下降，而截至2019年，只有八個國家是如此。其中三個將特別提款權（SDR）作為唯一的一籃子貨幣或作為更廣泛的參考籃子（波札那，利比亞，敘利亞）的組成部分進行跟蹤。而摩洛哥跟蹤了歐元和美元籃子，其餘四個國家沒有披露其參考一籃子貨幣的組成（斐濟，科威特，新加坡，越南）。

## 用途與好處
一籃子貨幣非常適合經濟多樣化生產較少的小國，這些國家與全球經濟很好地融合在一起，因此更容易受到外部干擾的影響。這些國家的外匯交易量往往較小，相對無彈性貿易流動、金融市場較不發達，這可能使自由浮動匯率的成本高昂。 同時，與單一主要貨幣掛鉤將導致對與該國貨幣掛鉤的貨幣的浮動相對應的其他貨幣的不受歡迎的浮動。
使用一籃子貨幣通常會導致更穩定的國際貿易競爭，減輕其經濟衝擊到一個國家的淨出口並穩定其國內生產總值。籃子掛鉤還可能減少外國短期資本的流入，這可能受到短期匯率風險的影響，並受到資本流動方向的突然逆轉的影響。換言之，與外資掛鉤制度使該國對高風險外國資本的依賴減少，同時不影響長期外國投資，如證券投資和外商直接投資。

## 籃子選擇
籃子的選擇應基於當局的政策目標。這個目標可以被定義為一個相對價格變數，如貿易條件和實際匯率，或作為宏觀經濟變數，如淨出口和國際收支。
一旦確定了目標，就可以根據當局對各種貨幣的匯率穩定性的相對重視程度，在籃子中選擇貨幣及其權重。所需的穩定性越大，貨幣在籃子中的相對權重就越大，只選擇少量貨幣的籃子通常是首選，因為隨後的籃子操作能變得更加容易。
使用三種方法來確定理想的相對權重。一些國家依靠自己的計量經濟學模型，這些模型基於該國與其夥伴的支付和貿易以及其他國家在同一市場上的間接影響。 其他人純粹根據雙邊貿易份額設置相對權重，但這可能不是最佳解決方案， 有些人選擇使用現成的籃子（例如SDR） - 特別是如果其份額包含該國的貿易夥伴。
當局應定期審查籃子中的相對貨幣權重，並根據當前的經濟形勢進行調整。

## 籃子估值
貨幣權重的選擇本身並不能決定本國貨幣的價值，因為同一組權重可能導致不同的值，這取決於用於權衡成分貨幣變化的方法。 平均方法的選擇是基於被認為可取的貨幣特徵。當當局的政策目標是維持預定的貨幣權重時，應使用幾何平均數方法。調和平均數方法具有內置的升值（反通貨膨脹）偏差，因此對於價格穩定性是最佳的。算術平均數最適合維持實際有效匯率，其偏向於名義貶值。有關使用特定範例對方法求平均值的詳細資訊這裡 （页面存档备份，存于）.
籃子掛鉤的一個問題是，由於本國貨幣相對於經濟中用於干預的貨幣波動，因此提供遠期設施可能成為許多發展中國家的問題。 在這種情況下，政策制定者應該將本國貨幣與標準籃子掛鉤，這是一個由固定的貨幣實物單位組成的籃子。給定相同的貨幣集，標準籃子方法應給出與諧波平均法相同的本國貨幣價值。在實踐中，一些未在市場上交易的次要貨幣可能不得不被排除在標準籃子之外，並且應該增加與排除貨幣正相關的剩餘貨幣的權重。

## 籃筐釘的操作
在單一貨幣掛鉤的操作中不會出現的幾個問題，與貨幣籃子掛鉤一起出現。它們包括報價匯率的頻率，是否披露籃子組成以及邊界維持的寬度。 這些問題源於這樣一個事實，即本國貨幣的匯率在用於干預市場的貨幣方面不斷變化，以維持籃子的價值，但匯率仍然由特定的匯率規則決定。
從理論上講，為了在給定條件下嚴格遵守一籃子掛鉤規則，當局必須不斷計算和報價對干預貨幣的匯率，並且必須隨時準備出售或購買支援該匯率所需的任何數量的干預貨幣。這在現實中是不可能實現的，因此嚴格的掛鉤政策是不切實際的。
不太頻繁的匯率報價（例如每天一次）至少需要平價的最小保證金，因為按間隔報價的官方匯率可能與不斷變化的理論匯率不同。這種偏差使得與籃子掛鉤的貨幣更容易受到投機的影響，因為外匯交易商可能會更頻繁地賣空它們。為了防止猜測，大多數擁有定製籃子的國家都決定不公開披露其籃子的組成。.
為了確保貨幣的安全，當局可能會進一步改變平價的獲利率，以不可預測的方式勸阻外國交易商根據貨幣對其他貨幣的匯率變動來估計籃子的構成。它們還可以調整籃子的價值或構成，以抵消競爭力的喪失或適應國家貿易結構的變化。 然而，過度使用干預措施可能導致貨幣紀律和信譽的喪失，而這些因素是掛鉤估值系統正常運作的關鍵。.

## 當今被投資中的一籃子貨幣
貨幣籃子通常用於避免高波動性， 這是基於一種貨幣對另一種貨幣的對立。因此，任何一種貨幣的大幅跳躍都會給交易者帶來不愉快的情況。如果外匯投資者選擇將美元兌許多其他貨幣進行交易，他們應該使用美元指數。交易者可以組成自己的具有不同權重的籃子，並將其應用於任何交易策略。

## 文內注釋
1. ↑  .   [2015-10-11]. （原始内容存档于2020-11-15）.
2. ↑  . Investopedia.   [18 September 2010]. （原始内容存档于2019-05-07）.
3. ↑  Kent, Penelope. . Pearson Education. 2008: 258  [19 September 2010]. ISBN 978-1-4058-3526-8. （原始内容存档于2020-02-02）.
4. 1 2 3  Ganti, Akhilesh. . Investopedia.   [2020-05-21]. （原始内容存档于2019-05-07） （英语）.
5. 1 2 3 4 5 6 7 8 9 10 11 12 13 14 15 16  Takagi, Shinji.  [與貨幣籃子掛鉤：在浮動匯率下掛鉤的原因和方式]. Finance & Development. 1986-09-01, 23 (003)  [2021-04-12]. doi:10.5089/9781616353667.022.A011. （原始内容存档于2022-08-19）.
6. ↑  INTERNATIONAL MONETARY FUND. . [S.l.]: INTL MONETARY FUND. 2020. ISBN 1-4983-2457-6. OCLC 1201656772.
7. ↑  Ogawa, Eiji & Ito, Takatoshi & Sasaki, Yuri. (2021). Costs, Benefits, and Constraints of the Basket Currency Regime. （页面存档备份，存于） Retrieved April 12, 2021.
8. 1 2 3 4 5  Daniels, Joseph P.; Toumanoff, Peter G.; von der Ruhr, Marc. . Journal of Economic Integration. 2001, 16 (1): 128–145  [2022-03-09]. ISSN 1225-651X. （原始内容存档于2022-03-09）.
9. 1 2 3 4  . World Development. 1988-02-01, 16 (2): 271–279  [2022-03-09]. ISSN 0305-750X. doi:10.1016/0305-750X(88)90141-6. （原始内容存档于2022-03-13） （英语）.